# Mellemværende
|  | Denne artikel er oprettet af botten Steenthbot ud fra en ekstern database. Den kan derfor have sproglige fejl eller mangler. Denne skabelon kan fjernes efter kontrol af indholdet. |

Mellemværende er en dansk kortfilm fra 1999 instrueret af Ane Mette Ruge efter eget manuskript.